# Ma-13A
Ma-13A es la carretera insular formada por los tramos originales de la carretera Ma-13 que han sido sustituidos por la construcción de nuevo trazado en forma de autopista, ubicada en Mallorca, Baleares, España. Con una longitud total de 43 kilómetros, da servicio a numerosas poblaciones del área metropolitana de Palma y del Llano de Mallorca.

## Nomenclatura

### Hasta 2003
Hasta el cambio de denominación de carreteras de 2003, año en que se eliminan las carreteras comarcales y estas pasan a ser competencia autonómica, los tramos de carretera convencional de la Ma-13 recibían el nombre de C-713. Su nombre estaba formado por: C, que indica que era una carretera comarcal de nivel estatal; y por el número 713, que es el número que recibía según el orden de nomenclaturas de las carreteras comarcales en las Islas Baleares.

### Desde 2003
En 2003 la carretera pasó a denominarse Ma-13A. Su nombre está formado por: el prefijo Ma, que indica que es una carretera situada en la isla de Mallorca, el 13 es el número que recibe según el orden de nomenclaturas de las carreteras de Mallorca y la letra A indica que es la variante de una carretera de categoría mayor.

## Poblaciones por las que pasa
- Puente de Inca
- Santa María del Camino
- Consell
- Binisalem
- Lloseta
- Inca
- La Puebla

## Recorrido y enlaces

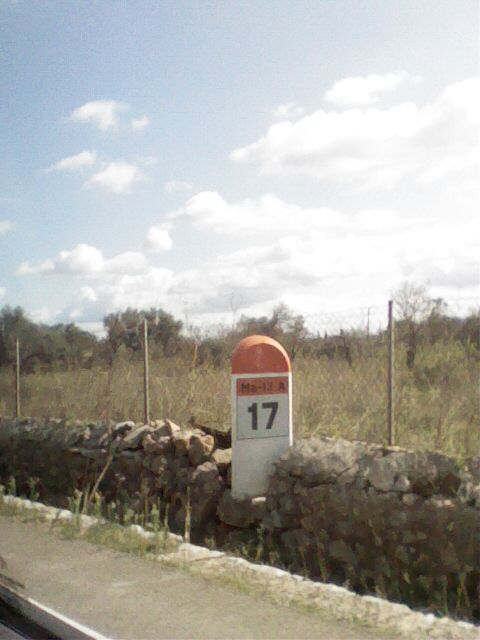
Kilómetro 17 de la Ma-13A, cerca de Consell.

| PK   | Carretera con la que enlaza | Término municipal      |
| ---- | --------------------------- | ---------------------- |
| 6,7  | Ma-3013                     | Marrachí               |
| 7,2  | Ma-30                       | Marrachí               |
| 9,4  | Ma-3010                     | Marrachí               |
| 10,3 | Ma-13                       | Marrachí               |
| 11,5 | Ma-2040                     | Marrachí               |
| 14,7 | Ma-3010                     | Santa María del Camino |
| 14,7 | Ma-2020                     | Santa María del Camino |
| 15,2 | Ma-3020                     | Santa María del Camino |
| 19,1 | Ma-2022                     | Consell                |
| 19,7 | Ma-2050                     | Consell                |
| 22,2 | Ma-3021                     | Consell                |
| 27   | Ma-2111                     | Lloseta                |
| 30,1 | Ma-3240                     | Inca                   |
| 36,2 | Ma-2130                     | Inca                   |
| 38,5 | Ma-3423                     | Búger                  |
| 40,9 | Ma-3421                     | Campanet               |
| 43,7 | Ma-13                       | La Puebla              |